# ハワード・ブラウン

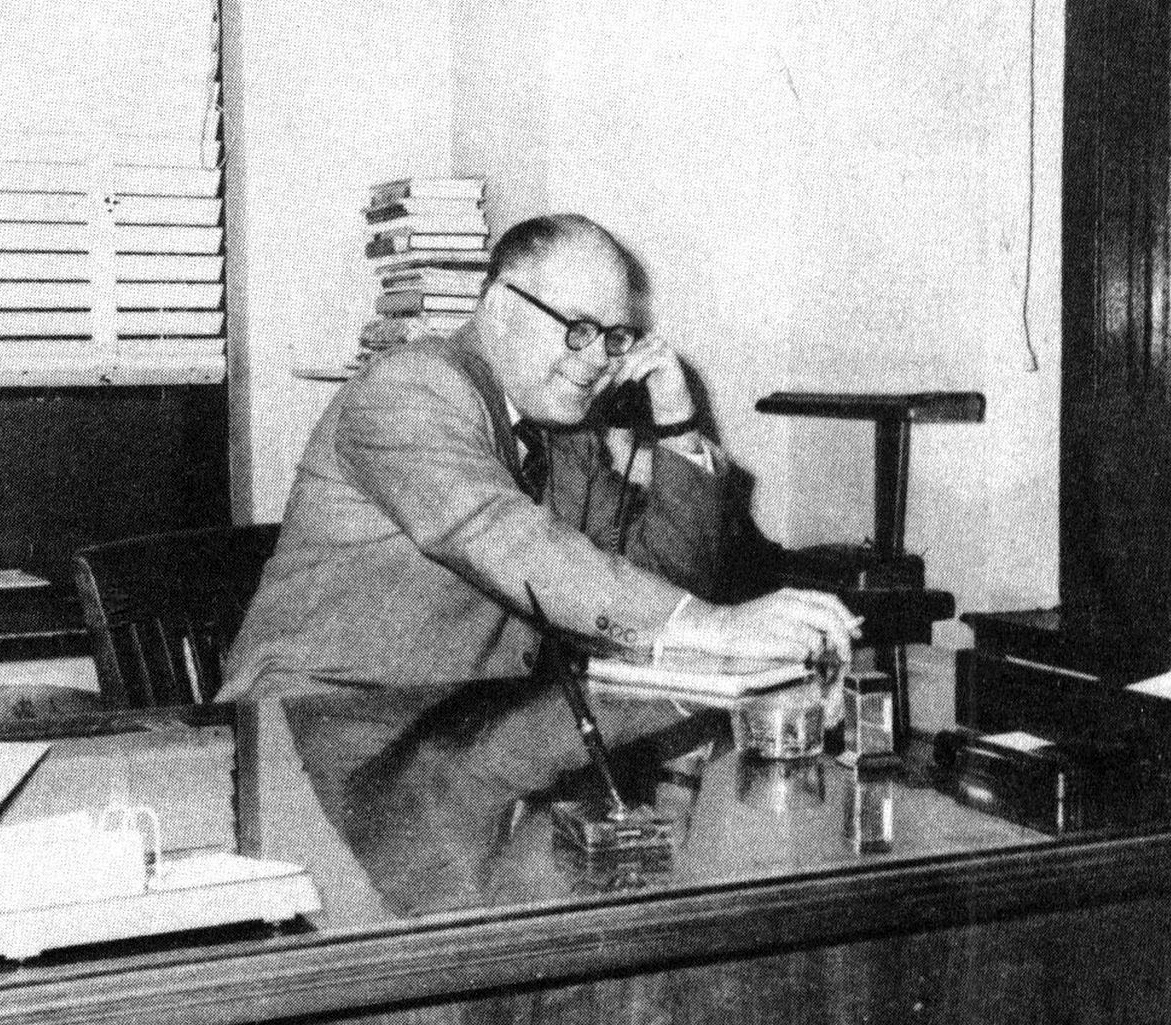
1952年ごろのハワード・ブラウン。

ハワード・ブラウン（Howard Browne、1908年4月15日 - 1999年10月28日）は、アメリカ合衆国におけるサイエンス・フィクション編集者、ミステリー作家であり、その他テレビや映画の脚本もいくつか手掛けている人物である。本名での活動の他、John Evans、Alexander Blade、Lawrence Chandler、Ivar Jorgensen、Lee Francisなど、多数のペンネームを用いて作品を発表した。

## 出生
ハワード・ブラウンは1908年4月15日、ネブラスカ州のオマハで生まれた。ハワードの両親はパン屋を営む一般的な家庭だった。リンカーンの高校に通ったが中退し、金持ちになることを夢見て無賃乗車で電車を乗り継いでシカゴへと移り、一人暮らしを始めた。その後は新聞社で記事を書きながら生活をし、21歳の時にデパートの与信調査を行う職に就いた。10年以上勤めあげたこの職を通して、ハワードは鋭い洞察力と観察眼を手にした。1931年にエスター・レヴィと結婚。職場で日常的に目の当たりにしていた詐欺的行為や嘘などからくるストレスを解消する目的でSF小説を書くようになる。こうした経験を通してハワードは編集業界の職に就きたいと思うようになり、1941年にシカゴを拠点として雑誌出版を行っていたジフ・デイビス社へ入社した。
入社して時を置かずにレイモンド・A・パーマーの下で『アメージング・ストーリーズ』や『ファンタスティック・アドベンチャーズ』といったパルプ・マガジンの編集に携わるようになり、1949年には退職するパーマーに代わって編集長へ就任した。編集業の傍ら、『Warrior of the Dawn』や『Return of Tharn』といった作品を発表したが、1956年にジフ・デイビス社を退職するとハリウッドに移り、脚本の執筆を手掛けるようになった。1959年にレヴィと離婚し、ドリス・ケイと再婚した。映像作品の脚本家としての代表的な作品には『スパイ大作戦』、『マニックス』、『フォロー・ザ・サン』、『ビッグ・ボス』などがある。
1999年10月28日、カリフォルニア州サンディエゴで死去。